# Museo de Arte Kimbell
El Museo de Arte Kimbell (en inglés: Kimbell Art Museum) está en la ciudad de Fort Worth, Texas, EE. UU. Alberga una pequeña pero exquisita colección de arte de Europa, Asia y de las culturas precolombinas. 

## Colección

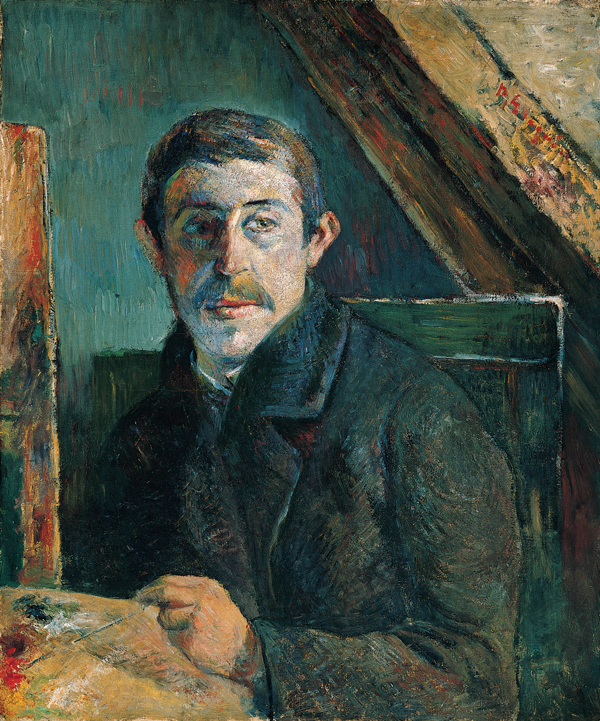
Autorretrato de Paul Gauguin en el Museo de Arte Kimbell.

La colección es elogiada por su elevado nivel de calidad; la conforman solamente unas 350 piezas cuidadosamente seleccionadas, que consiguen sintetizar la evolución de la pintura occidental desde la Edad Media hasta Mondrian, así como el arte de la Antigüedad (Oriente Medio, Grecia, Roma...), el arte americano precolombino y culturas de África y Asia.
La pinacoteca se ha formado en los últimos cuarenta años, y en ella se encuentran obras de Duccio (La resurrección de Lázaro), Fra Angélico, Andrea Mantegna, Jan Gossaert (Retrato de Enrique III de Nassau-Breda), El Greco (Retrato de Francisco de Pisa), Caravaggio (Los jugadores de cartas), Annibale Carracci (La carnicería), Guercino, Georges de La Tour (Los tramposos), Nicolas Poussin, Rembrandt, Rubens, Velázquez (Retrato de Pedro de Barberana), Murillo (Cuatro personas en un escalón), Adam Elsheimer, François Boucher, Chardin, Thomas Gainsborough, Vigée-Lebrun, Caspar David Friedrich, Monet, Paul Gauguin (Autorretrato, 1885), Cézanne, Edgar Degas, Gustave Caillebotte, Pablo Picasso (Retrato cubista de hombre con pipa), Henri Matisse, Georges Braque y Piet Mondrian, entre otros muchos. 
El museo sigue sumando obras relevantes. En 1995 compró la Madonna Kedleston de Parmigianino, una de las rarísimas pinturas de este artista que quedaban en el mercado, y en 2009 adquirió un cuadro juvenil único de Miguel Ángel, Las tentaciones de san Antonio , basado en un grabado de Martin Schongauer; se considera la única pintura de dicho artista existente en toda América. En 2010 el museo compró un cuadro de Guercino, Cristo y la samaritana, y a finales de 2011 sumó El sacramento de la Ordenación, de Poussin, procedente del Castillo de Belvoir, por unos 15,5 millones de libras esterlinas. Posteriormente ha adquirido un relevante paisaje de Jacob van Ruisdael (Bosque y campo de trigo), otro de Alfred Sisley, un retrato de Lovis Corinth y un raro Interior de iglesia de Bonington. En 2017 el museo ha recibido como donación una Cabeza esculpida por Modigliani, en 2018 ha sumado su primer óleo de Pierre Bonnard (un gran Paisaje de Le Cannet, 1928) y en 2024 ha adquirido una María Magdalena de Artemisia Gentileschi .
El edificio del museo se inauguró en 1972 y lo diseñó Louis Kahn. En 2013 se inauguró una ampliación, diseñada por Renzo Piano, en forma de edificio independiente que no altera el original de Kahn. Esta ampliación cuenta con un aparcamiento subterráneo, en sustitución de otro al aire libre, que se ubicaba detrás del museo y que desvirtuaba la circulación de público deseada por Kahn, pues los visitantes no accedían al museo por la fachada principal.

## Datos arquitectónicos (edificio Kahn)

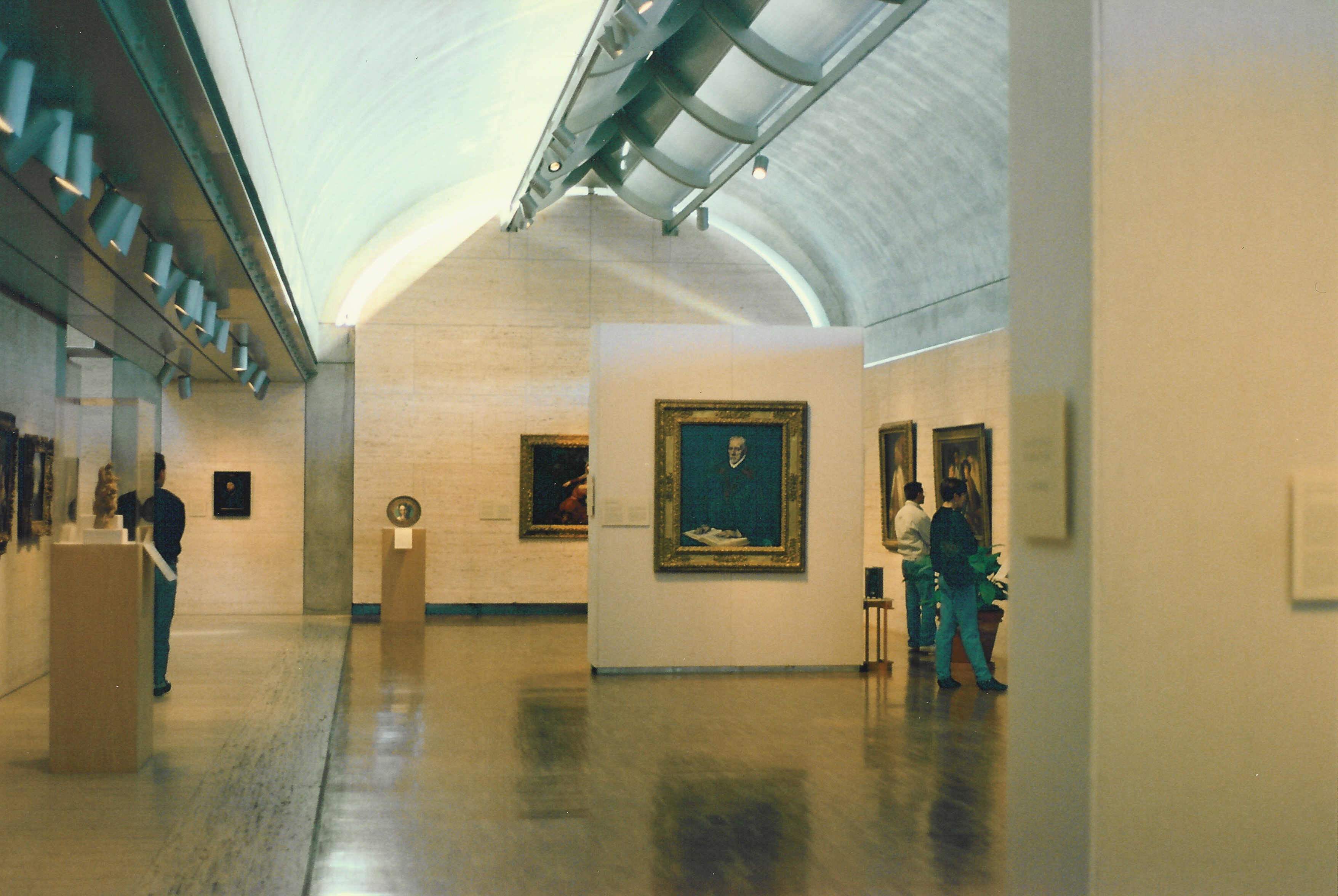
Interior del museo.

### Proyecto
El Museo de Arte Kimbell es la última obra de Louis Kahn que fue inaugurada por el propio arquitecto aún en vida. Kay Kimbell (1886-1964) fue un empresario tejano poseedor de un importante conglomerado de 70 empresas y de una colección de obras de arte. La inició con una pintura británica en 1931, y junto con su esposa Velma Fuller reunió en tres décadas la colección de viejos maestros más importante del sureste del país. En su testamento dejó establecido que todas las obras fueran a parar a un museo de primera clase que se construiría con su dinero. De este modo, el museo, ubicado en un parque de Fort Worth con otras galerías de arte, fue encargado al entonces famosísimo Kahn. El proyecto del museo echó a andar en 1967 y en 1972 fue inaugurado. 
Kahn tuvo al final de su vida muy presente la importancia de la luz natural en sus obras arquitectónicas, siendo este el elemento principal del museo. Como él decía, «Un museo es luz para ver las sombras». Años más tarde del proyecto de Kahn, el Museo Kimbell tuvo una ampliación llevada a cabo por un arquitecto japonés.

### Características del edificio

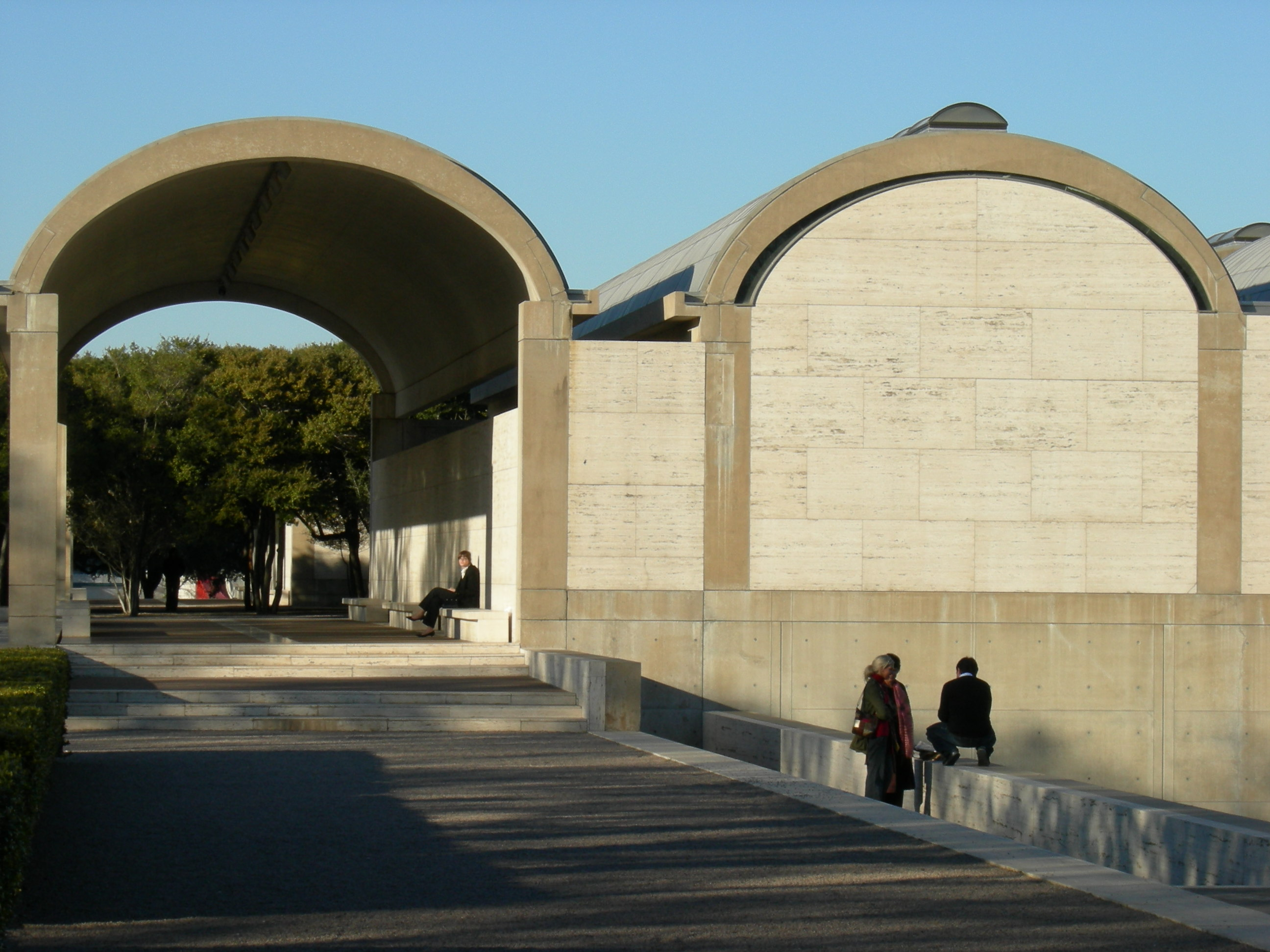
Fachada del museo.

El museo tiene dos plantas: La baja, que está semienterrada y es usada para ubicar oficinas, almacenamientos y talleres de restauración, y la planta primera, que es donde está el museo propiamente dicho. Por el hecho de que solo haya una planta dedicada al museo, la superficie de ésta es bastante extensa. La cubierta está compuesta por dieciséis bóvedas paralelas. Hay también un pequeño auditorio y patios interiores. Las bóvedas están ordenadas en tres hileras, las dos exteriores con seis bóvedas y la central con cuatro. Hay dos bóvedas que están en el exterior, formando cada una de ellas un pórtico. 
La entrada principal está en la hilera donde hay cuatro bóvedas, en el lado opuesto a los dos pórticos citados anteriormente. Los excelentes jardines que rodean al museo, de clara influencia japonesa, fueron diseñados por el arquitecto nipón Isamu Noguchi. Tienen curiosas esculturas que adelantan las obras de arte del interior. El aparcamiento del museo está contiguo al edificio, así como la calle a la que pertenece. Las fachadas son de travertino visto, aunque la tonalidad de este es diferente en cada planta. La fachada en la que está la entrada es totalmente acristalada.
Kahn quiso que hubiera luz natural en todo el edificio sin necesidad de usar gran cantidad de ventanas, ya que hay fachadas en las que no hay aberturas. En una primera fase del proyecto diseñó artesas paralelas y contiguas que cubrían toda la cubierta. En la parte superior de cada una de estas estructuras había una abertura solucionada con vidrio por la que la luz entra y se refleja en una pieza longitudinal situada debajo de la parte abierta que difumina la luz. Entre cada dos artesas había líneas de luz artificial. Después opta por usar bóvedas en vez de artesas. Crea varios diseños con una abertura superior cubierta de vidrio y una pieza longitudinal debajo de la abertura con el mismo fin que tenía la artesa: difuminar la luz natural que entra por la abertura. 
Finalmente, Kahn decide dar a las bóvedas una sección en forma de cicloide. Es en ese momento cuando Komendant recomienda que las bóvedas funcionen como vigas para así no poner estructuras horizontales que las sustenten. De esta manera, cada una de ellas es una viga postensada de solo 10 cm de espesor. Al ser cada una de ellas parte de la estructura de la cubierta solo necesita dos puntos de apoyo en cada muro de carga exterior. Para resaltar el hecho de que las bóvedas parecen no apoyar, Kahn hizo que las paredes exteriores tuviesen un remate superior en forma de semicírculo de forma que dejan un hueco cubierto de vidrio entre cada bóveda y la pared. 
El visitante, cuando ve que la bóveda no se apoya en la pared de remate semicircular, se queda maravillado. La construcción de las bóvedas se llevó a cabo con unas estructuras temporales que dan la forma deseada, llamadas cimbras. Es este hecho el que explica que la textura de las bóvedas sea tan lisa. Entre cada una de éstas hay iluminación artificial que complementa a la natural. En el suelo interior hay raíles que permiten extender paredes correderas que se guardan en huecos situados junto a las paredes exteriores.

## Ampliación: pabellón Piano
En 2010-13 se construyó una ampliación, diseñada por Renzo Piano, en forma de edificio independiente que no altera el original de Louis Kahn pues no tiene contacto directo con él, ni siquiera visualmente; se enclava en un lugar relativamente alejado dentro de la parcela verde que rodea al museo. 
Esta ampliación cuenta con salas de exhibición especialmente pensadas para objetos sensibles a la luz natural, así como con una amplia biblioteca y un auditorio de acústica apropiada para conciertos. Debajo del pabellón se halla un aparcamiento subterráneo, en sustitución de otro al aire libre, que se ubicaba detrás del museo y que desvirtuaba la circulación de público deseada por Kahn, pues los visitantes no accedían al museo por la fachada principal. Con el nuevo aparcamiento, el público vuelve a acceder al museo tal como Kahn deseaba.

## Galería de obras

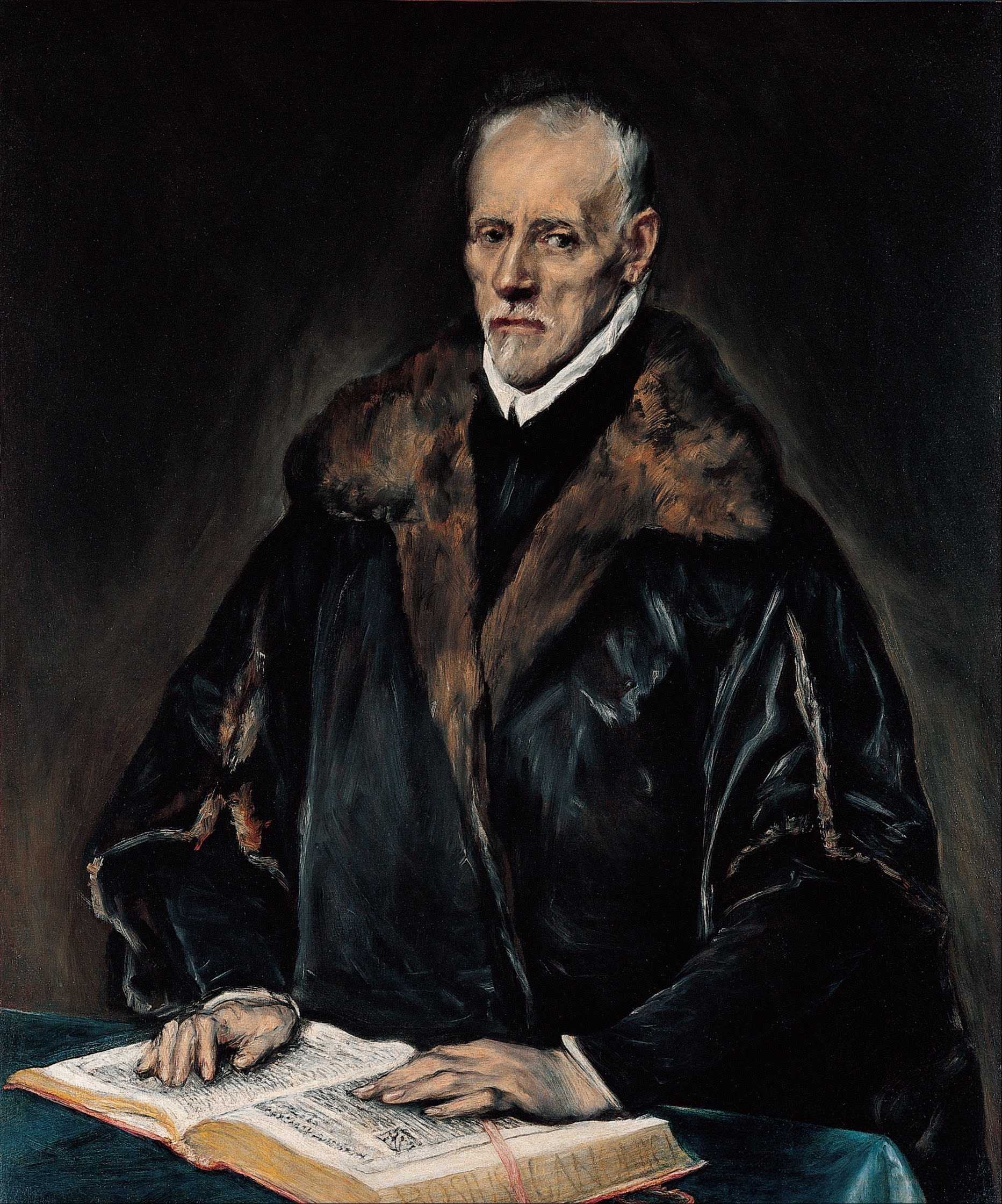
El Greco, Retrato de Francesco di Pisa
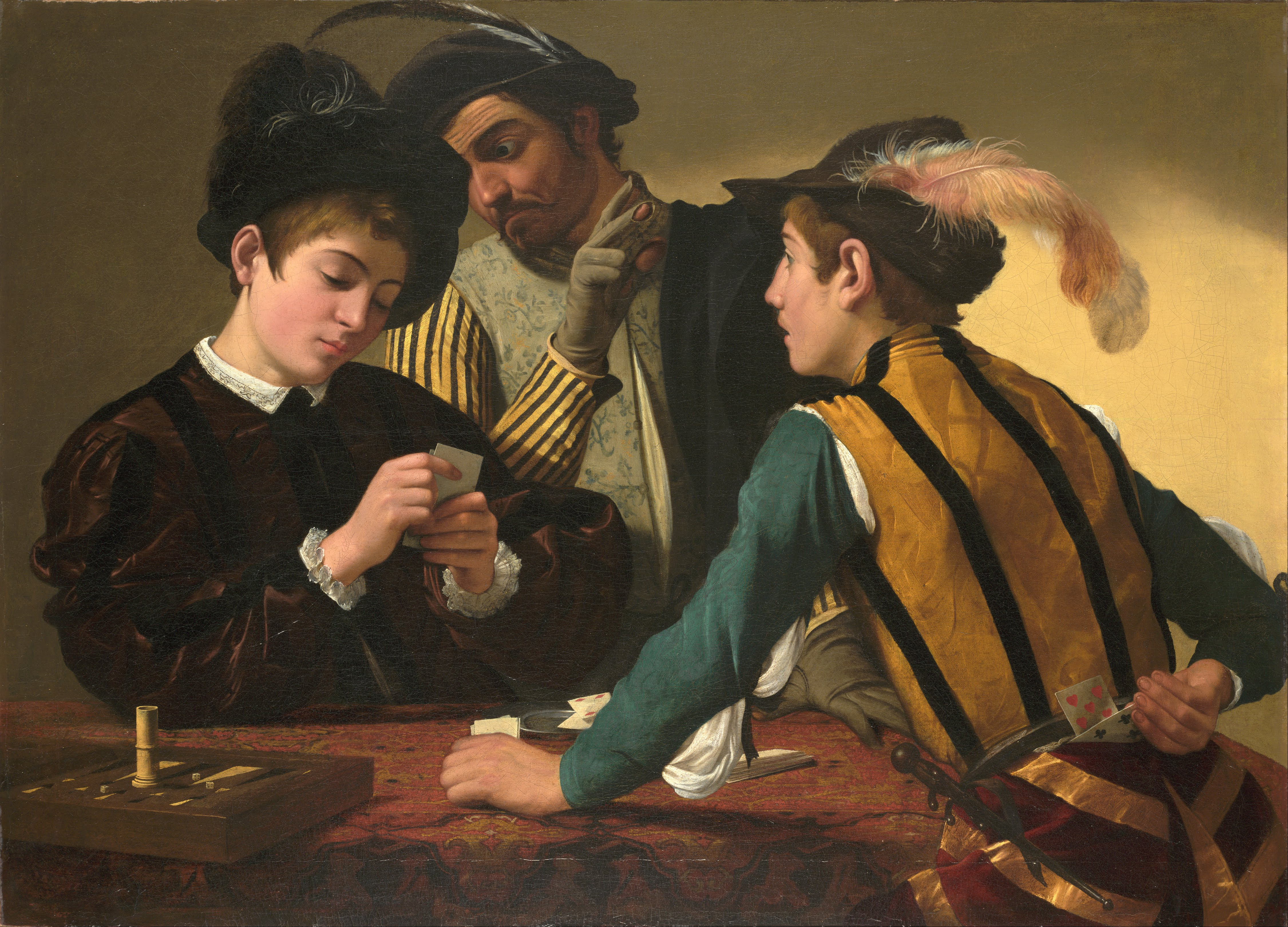
Caravaggio, Los jugadores de cartas
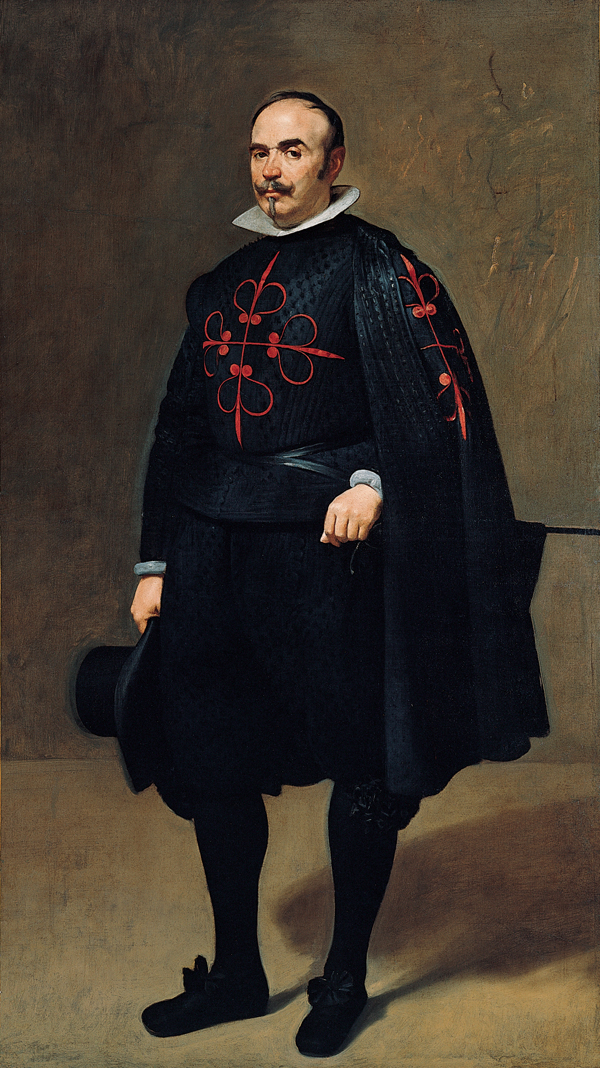
Velázquez, Don Pedro de Barberana y Aparregui
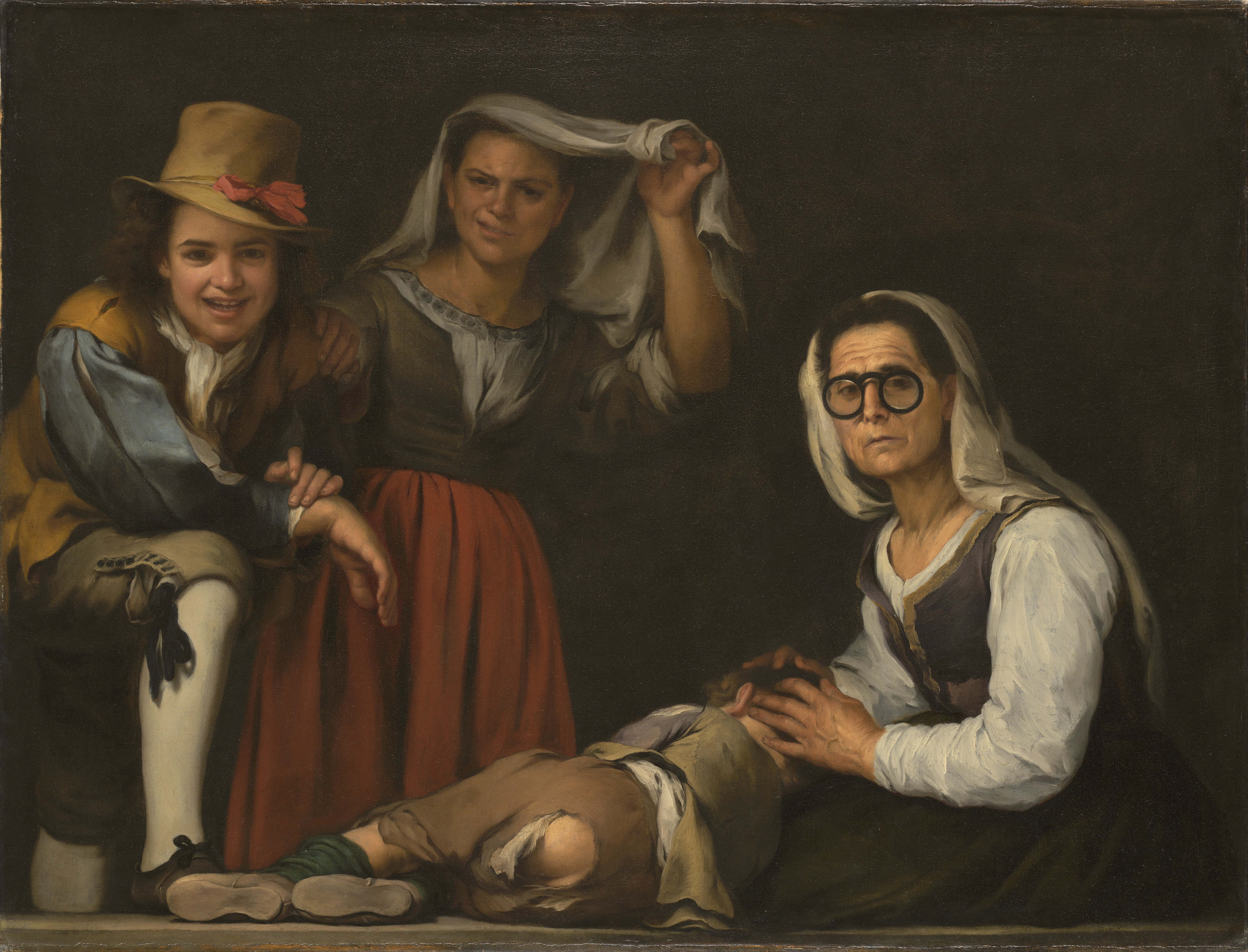
Murillo, Cuatro personas en un escalón
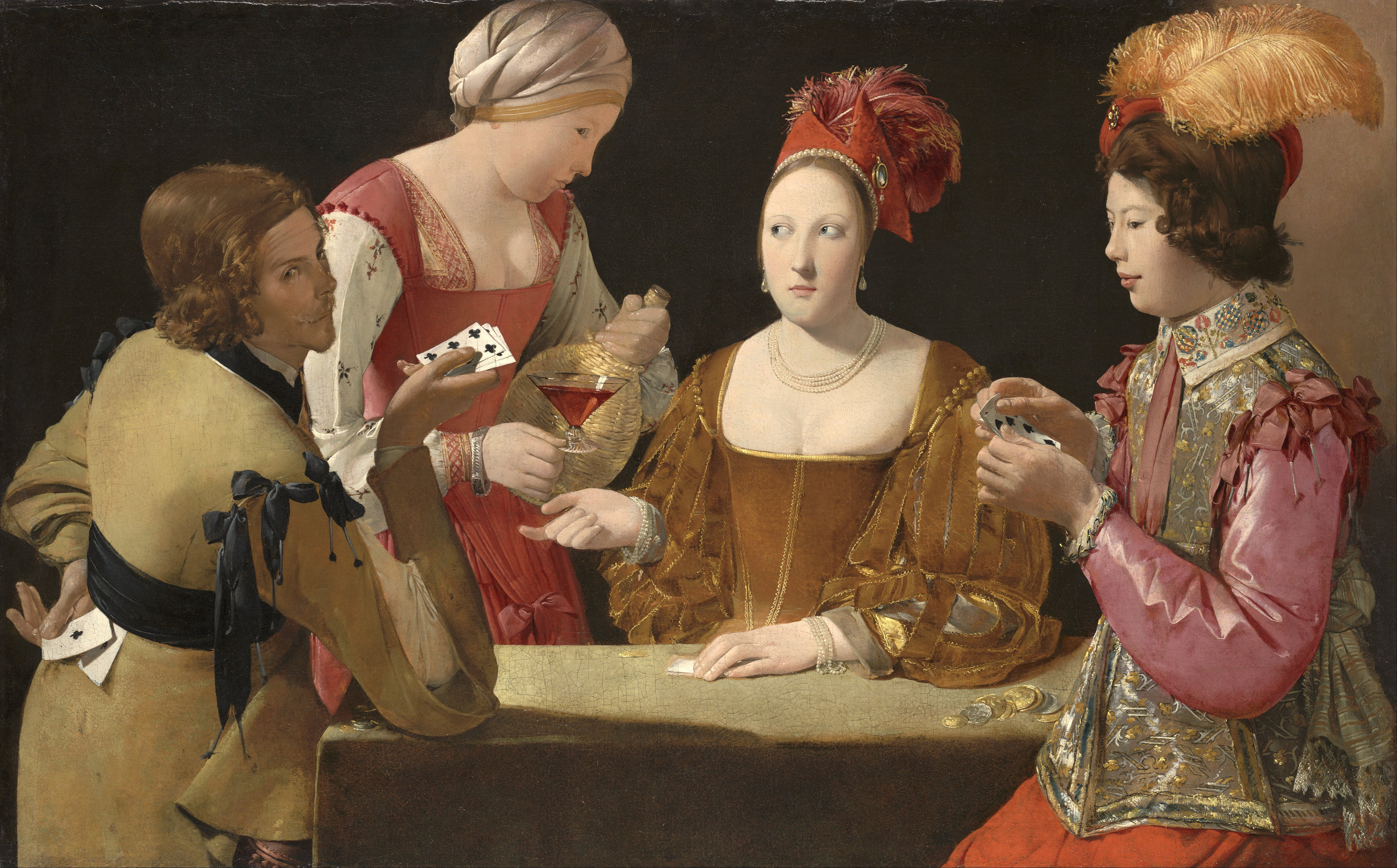
Georges de La Tour, Los tramposos
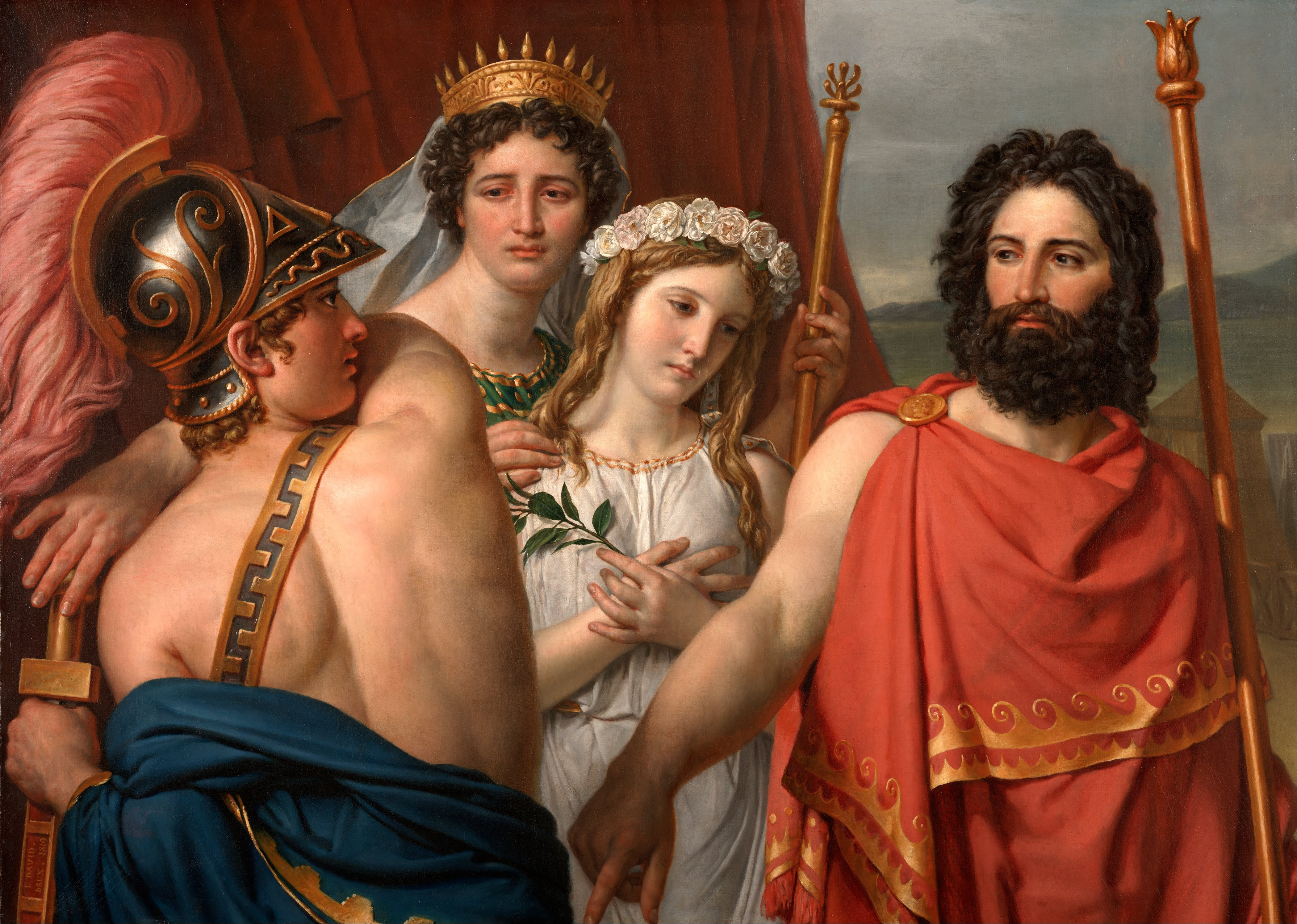
Jacques-Louis David, La ira de Aquiles
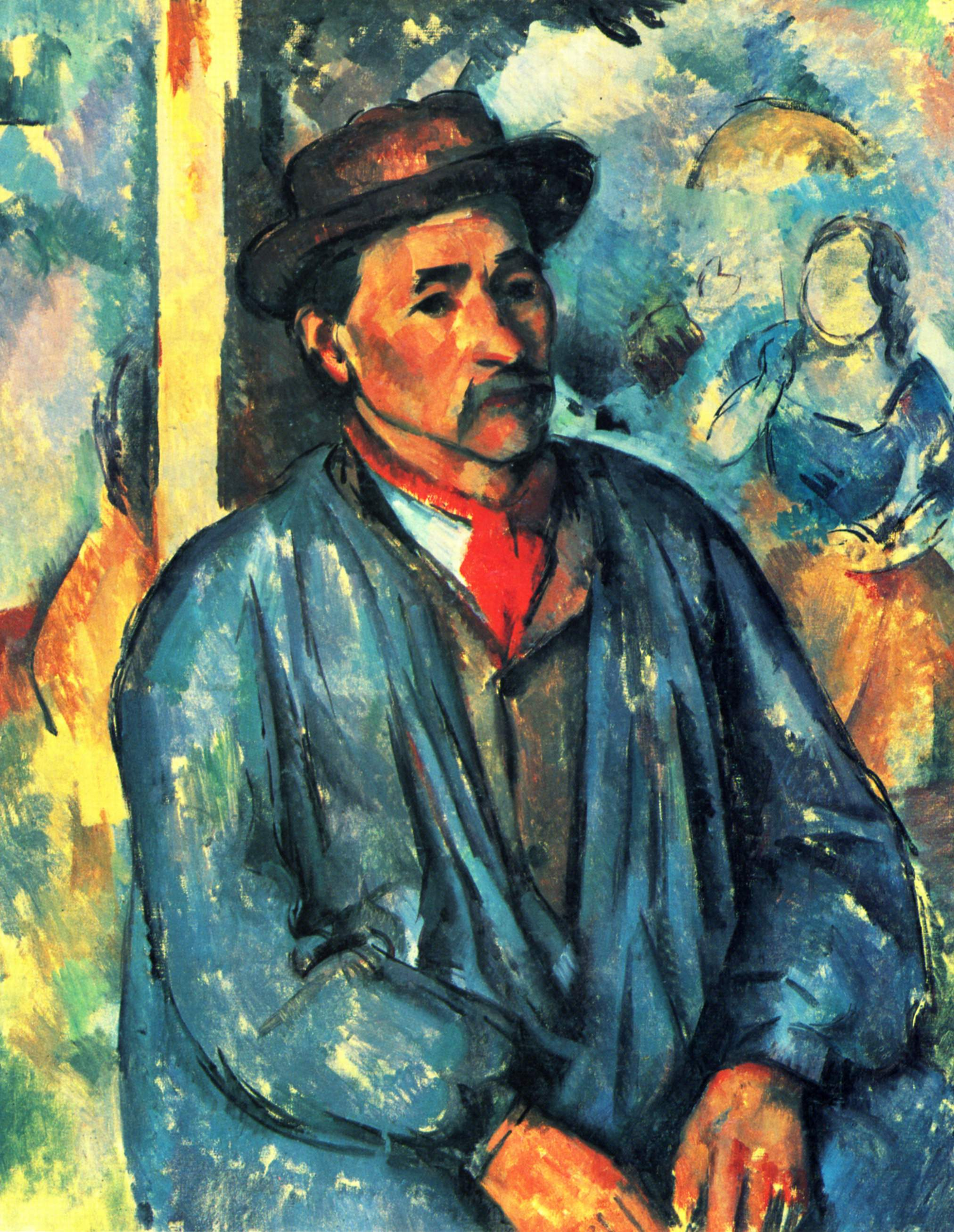
Cézanne, Campesino con bata azul